# Beni Bechir
Beni Bechir (em árabe: بنى بشير) é uma comuna localizada na província de Skikda, Argélia. De acordo com o censo de 2008, a população total da cidade era de 9 640 habitantes.